# Carlos Joaquín Herrera
Carlos Joaquín Herrera. Médico y cirujano nacido en Ecuador conocido como el "quiteño" y el "peruano" por haberse graduado en la Universidad Nacional Mayor de San Marcos de Lima, Perú. 
Arribó a Honduras en 1818 y se estableció en Comayagua en 1820 ejerció como médico en el Hospital de Omoa. Seguidamente en 1821 el doctor Herrera asistió en su enfermedad al Alcalde de Tegucigalpa, señor Narciso Mallol.
El doctor Herrera previamente había participado en las tertulias con motivo de realizar la independencia de Honduras, entre los personajes que le acompañaban estaban: Juan Estrada, Francisco Juárez, Vicente Caminos, Diego Vigil y Cocaña, Eduardo Ruiz, Francisco Javier Aguirre, Carlos Joaquín Herrera, Juan Francisco Márquez. Una vez alcanzada la Independencia de Centro América el 15 de septiembre de 1821 en Guatemala, el doctor Carlos Joaquín Herrera es el séptimo firmante en el Acta de Proclamación de Independencia de Honduras realizado en la tarde del 28 de septiembre de 1821 en Tegucigalpa, los otros firmantes, fueron: José Francisco Pineda, sacerdote fray Manuel Antonio González, capitán Juan Alcalá, Ambrosio de Echeverría y Plasaula, Manuel José Midence, Miguel Bustamante, Carlos Joaquín Herrera, Fray Nicolás Hermosilla, Manuel Antonio Vásquez, Francisco Xavier Aguirre, José María de Aguirre, Diego Vigil y Cocaña, Braulio Rosa, Carlos Selva, Manuel de Aqueche, Antonio José Contreras, Vicente Caminos, Juan José Durón, Felipe Santiago Reyes, Francisco Juárez, Manuel Ugarte, Juan Antonio Gómez, Luis Brito, Tomás Midence, Mariano Urmeneta, Juan Estrada, Eusebio Ruiz y Dionisio de Herrera.
Seguidamente en 1822 sustituyó al doctor Tomás Riss en la Dirección del Hospital San Juan De Dios de Comayagua, centro hospitalario que fue presa del incendio que provocaron las tropas del Coronel José Justo Milla durante el asedio a la ciudad de Comayagua en la invasión a Honduras en 1827.
El doctor Herrera asistió a los heridos que resultaban de las batallas en la toma de la Fortaleza de San Fernando de Omoa en 1832. 
Durante la epidemia de cólera morbus que entró a Honduras en 1833 vía Departamento de Santa Bárbara y con antecedentes principales en Belice según comunicado del superintendente de J. Cobburn mencionando que es de la variante "cólera asiático", siendo Jefe de Estado de Honduras el general Joaquín Rivera dictó medidas sanitarias a partir del 14 de febrero de ese año, en la misma se organizaban las Juntas de Sanidad y estaban compuestas por los médicos Pedro de La Rocha y Carlos Joaquín Herrera participando muy activamente para erradicarla en Comayagua y los médicos Miguel Antonio Robelo e Hipólito Casiano Matute Zepeda lo hicieran en Tegucigalpa
Al fundarse la Universidad Nacional Autónoma de Honduras en 1847 y crearse la Facultad de Ciencias Médicas (UNAH), se reconoció a varios galenos extranjeros como médicos y cirujanos propios dentro de la medicina hondureña, entre los que estaban los doctores: Carlos Leré (francés), Santiago Wills (inglés), Pedro Cornaid de Saint Victor (francés), Eduardo Prudot (francés), Carlos Joaquín Herrera (ecuatoriano) y Pedro de La Rocha (nicaragüense).
El doctor Herrera fallecería a mediados de la década de los años 1860, su casa y propiedades pasaron a posesión del Gobierno de Honduras.